# Сезон ФК «Карпати» (Львів) 1992
| «Карпати» (Львів) у сезоні 1992 | «Карпати» (Львів) у сезоні 1992 |
| ------------------------------- | ------------------------------- |
| Ліга                            | Вища ліга. Група А              |
| Місце в лізі                    | 6-е в групі                     |
| Раунд у Кубку                   | 1/8                             |
| Головний тренер                 | Степан Юрчишин                  |
| Тренер                          | Роман Покора                    |
| Начальник команди               | Габор Вайда                     |
| Стадіон                         | «Україна» (Львів)               |
| Капітан                         | Василь Леськів                  |
| Найбільше матчів у лізі         | Юрій Мокрицький — 18            |
| Найкращий бомбардир у лізі      | Ярослав Козак — 5               |

Сезон «Карпат» (Львів) 1992 — двадцять четвертий сезон «Карпат» (Львів). У групі А вищої ліги першого чемпіонату незалежної України команда посіла 6-е місце серед 10 команд, у Кубку України дійшла до 1/8 фіналу.

## Чемпіонат
| Місце | Клуб                   | «Карпати» — клуб | «Карпати» — клуб | І  | В  | Н | П  | М     | О  |
| Місце | Клуб                   | удома            | у гостях         | І  | В  | Н | П  | М     | О  |
| ----- | ---------------------- | ---------------- | ---------------- | -- | -- | - | -- | ----- | -- |
| 1     | «Таврія» (Сімферополь) | 0:2              | 0:1              | 18 | 11 | 6 | 1  | 30-9  | 28 |
| 2     | «Шахтар» (Донецьк)     | 1:0              | 0:1              | 18 | 10 | 6 | 2  | 31-10 | 26 |
| 3     | «Чорноморець» (Одеса)  | 2:1              | 2:2              | 18 | 9  | 7 | 2  | 30-12 | 25 |
| 4     | «Торпедо» (Запоріжжя)  | 0:0              | 1:2              | 18 | 6  | 7 | 5  | 21-16 | 19 |
| 5     | «Металург» (Запоріжжя) | 0:0              | 1:1              | 18 | 6  | 6 | 6  | 20-19 | 18 |
| 6     | «Карпати» (Львів)      |                  |                  | 18 | 5  | 6 | 7  | 15-18 | 16 |
| 7     | «Кремінь» (Кременчук)  | 1:1              | 0:1              | 18 | 4  | 8 | 6  | 17-23 | 16 |
| 8     | «Нива» (Вінниця)       | 2:1              | 0:3              | 18 | 5  | 4 | 9  | 18-33 | 14 |
| 9     | «Евіс» (Миколаїв)      | 2:0              | 1:1              | 18 | 3  | 4 | 11 | 12-29 | 10 |
| 10    | «Темп» (Шепетівка)     | 2:0              | 0:1              | 18 | 2  | 4 | 12 | 9-34  | 8  |

### Статистика гравців
У чемпіонаті за клуб виступав 21 гравець, з яких 6 вперше одягли футболку клубу:
| Футболіст            | Дата народження   | Ігри     | Голи     |
| Воротарі             | Воротарі          | Воротарі | Воротарі |
| -------------------- | ----------------- | -------- | -------- |
| Володимир Марчук     | 13 липня 1967     | 12       | 9п       |
| Раймонд Лайзанс      | 5 серпня 1964     | 6        | 9п       |
| Захисники            |                   |          |          |
| Юрій Мокрицький      | 16 жовтня 1970    | 18       |          |
| Олег Бенько          | 21 жовтня 1969    | 13       | 2        |
| Олег Синицький       | 29 квітня 1968    | 12       |          |
| Олег Гула            | 31 січня 1965     | 11       |          |
| Роман Деркач         | 13 листопада 1965 | 11       |          |
| Андрій Чікало        | 21 січня 1964     | 11       |          |
| Олександр Чижевський | 27 травня 1971    | 8        |          |
| Микола Сич           | 7 лютого 1971     | 7        |          |
| Півзахисники         |                   |          |          |
| Василь Леськів       | 20 грудня 1963    | 17       |          |
| Роман Толочко        | 11 грудня 1968    | 15       | 1        |
| Анатолій Мущинка     | 19 серпня 1970    | 12       | 2        |
| Володимир Різник     | 15 лютого 1966    | 8        | 1        |
| Володимир Ковалюк    | 3 березня 1972    | 6        | 1        |
| Віктор Сидоренко     | 21 серпня 1972    | 3        |          |
| Микола Закотюк       | 3 лютого 1975     | 1        |          |
| Нападники            |                   |          |          |
| Ярослав Козак        | 12 квітня 1967    | 16       | 5        |
| Василь Бондарчук     | 12 січня 1965     | 15       | 1        |
| Руслан Забранський   | 10 березня 1971   | 15       | 1        |
| Роман Лаба           | 30 листопада 1966 | 15       | 1        |

## Кубок України
| Етап | Дата            | Господар           | Рахунок       | Гість                |
| ---- | --------------- | ------------------ | ------------- | -------------------- |
| 1/32 | 16 лютого 1992  | «Карпати» (Львів)  | 1:0           | «Рось» (Біла Церква) |
| 1/16 | 23 лютого 1992  | «Карпати» (Львів)  | 0:0, пен. 4:2 | «Дніпро» (Черкаси)   |
| 1/8  | 1 березня 1992  | «Карпати» (Львів)  | 1:2           | «Шахтар» (Донецьк)   |
| 1/8  | 14 березня 1992 | «Шахтар» (Донецьк) | 2:0           | «Карпати» (Львів)    |